# التحالف للتحقيق في اضطهاد فالون غونغ
التحالف للتحقيق في اضطهاد فالون غونغ منظمة دولية غير حكومية تأسست في الولايات المتحدة في 5 أبريل 2006 من قبل جمعية الفالون دافا. كما يوجد للمنظمة مكاتب في كندا.
في عام 2006 طلبت المنظمة من وزير الخارجية الكندي السابق ديفيد كيلغور ومحامي حقوق الإنسان ديفيد ماتاس التحقيق في مزاعم حصاد الأعضاء من ممارسي فالون غونغ في الصين. خلص تقرير كيلغور ماتاس إلى أن "حكومة الصين ووكالاتها في أجزاء عديدة من البلاد لا سيما المستشفيات ومراكز الاحتجاز والمحاكم الشعبية تمارس الاضطهاد على ممارسي فالون غونغ، منذ عام 1999 أعدم عددًا كبيرًا ولكن غير معروف من معتقلي الرأي من فالون غونغ.

## التاريخ
في ديسمبر 2006 ردت الحكومة الأسترالية على عريضة التحالف التي تم تشكيلها حديثًا والتي تدعي إجراء عمليات حصاد الأعضاء من ممارسي فالون غونغ في الصين بطريقة غير أخلاقية، من خلال ذلك تم الإعلان عن إلغاء برامج تدريب للأطباء الصينيين في مستشفيات الأمير تشارلز والأميرة ألكسندرا.
نظم التحالف من أجل التحقيق في اضطهاد فالون غونغ سباق الشعلة العالمي لحقوق الإنسان الذي سافر عبر 150 مدينة في 35 دولة في أوروبا وآسيا وأمريكا الشمالية وأستراليا لدعم مقاطعة أولمبياد بكين 2008. بدأ التتابع من أثينا في 9 أغسطس 2007 قبل عام واحد من بدء الألعاب الأولمبية. وفقًا لـ التحالف كان دور حركة شعلة حقوق الإنسان هو زيادة الوعي بحقوق الإنسان في جمهورية الصين الشعبية، ولا سيما اضطهاد فالون جونغ. شارك بعض المشاهير في المسيرة، مثل تشين كاي العضو السابق في فريق كرة السلة الوطني الصيني.